# عملیات عقرب
عملیات عقرب یک حمله هوایی مشترک توسط ایالات متحده و عراق بود که شورشیان را در نزدیکی کرکوک عراق هدف قرار داد. این عملیات توسط یک فرمانده عراقی رهبری شد، در این عملیات ۸ روستای این منطقه هدف قرار گرفت. پنجاه و دو نفر به ظن شورشی بودن بازداشت شدند.